# Das Haus zum Mond
Das Haus zum Mond è un film muto del 1921 diretto da Karl Heinz Martin.

## Produzione
Il film fu prodotto dalla Neos-Film. Venne girato negli Jofa-Atelier di Johannisthal, a Berlino.

## Distribuzione
Il visto di censura B.01079 porta la data del 13 gennaio 1921. Il film, che venne vietato ai minori, uscì nelle sale cinematografiche tedesche presentato in prima alla Richard-Oswald-Lichtspiele di Berlino il 28 gennaio 1921. In Francia prese il titolo di La Maison lunaire